# Isabella Arcila
Isabella Arcila Hurtado (Cáli, 11 de março de 1994) é uma nadadora colombiana.

## Carreira

### Rio 2016
Arcila competiu nos 50 m livre feminino nos Jogos Olímpicos de Verão de 2016, sendo eliminada nas eliminatórias.